# Dyntrattskivling
Dyntrattskivling (Leucopaxillus cutefractus) är en svampart som tillhör divisionen basidiesvampar, och som beskrevs av Machiel Evert ("Chiel") Noordeloos. Dyntrattskivling ingår i släktet Leucopaxillus, och familjen Tricholomataceae. Enligt den finländska rödlistan är arten starkt hotad i Finland. Arten är reproducerande i Sverige. Artens livsmiljö är sandstränder.